# Cayetano Errico
Cayetano Errico, en italiano Gaetano (Nápoles, Italia, 19 de octubre de 1791 - ib., 29 de octubre de 1860) fue un sacerdote católico, canonizado santo el 12 de octubre de 2008.

## Biografía
Estuvo dotado de un excepcional celo apostólico que se desarrollaba de mil maneras distintas en el trabajo apostólico; la predicación del Evangelio, la celebración de la reconciliación y la atención a los enfermos y a los pobres, fueron siempre su mayor desvelo.
"No hay amor más grande que dar la vida por los amigos..." (Juan 15,13); "Yo vine a traer fuego a la tierra y ¡cuánto quisiera que ya esté ardiendo!" (Lc 12,49). La Palabra de Dios animó su vida de tal modo, que se sintió abrazado por el fuego del amor del Corazón de Cristo, y trabajó, sufrió y se empeñó incansablemente para que ese fuego ardiera en todos los corazones.
Quiso asociarse a otros hermanos para que la comunión creara una pujante corriente de dinamismo misionero para la construcción del Reino de Cristo; así nació la Congregación de los Misioneros de los Sagrados Corazones de Jesús y de María. La Virgen de los Dolores fue "señal de victoria" para su fundación.

## Legado
Con muchas dificultades, pero con gran audacia e ilimitada confianza en la Providencia, en el año 1912, los Misioneros de los Sagrados Corazones, encabezados por el P. Juan Terracciano, llegaron a Argentina. La comunidad sintió que se realizaba en plenitud el ideal misionero del Padre fundador, quien había intuido que él o sus hijos debían misionar "más allá de las fronteras" de su propia patria.
En esta tierra rioplatense, se establecieron en la ciudad de Buenos Aires, poniéndose al servicio del ministerio parroquial en la Parroquia Nuestra Señora de los Dolores. De allí partieron para otras fundaciones.
Capital Bermúdez, Provincia de Santa Fe, en 1938, trabajando en la Parroquia San Roque desde su nacimiento y fundando el Colegio Cayetano Errico. 
Montevideo, en la República Oriental del Uruguay, en el mismo 1938, ejerciendo el ministerio parroquial en las Parroquias Sagrados Corazones y Nuestra Señora de Pompeya. 
Fue en Estados Unidos en 1953, donde surgieron varias comunidades sacricordianas que se dedicaron a diversos ministerios apostólicos entre ellos el parroquial.
En 1994 en Eslovaquia comenzó a funcionar un centro de promoción vocacional.
Sintiéndose herederos y continuadores del ideal misionero-sacricordiano, el Padre San Cayetano Errico, y hoy, los Misioneros de los Sagrados Corazones participan en la Misión de la Iglesia a través de diversos ministerios: El apostolado de la palabra, las misiones populares, la predicación y la catequesis. El ministerio parroquial se ha desarrollado con espíritu misionero.
La atención de escuelas y otras instituciones de asistencia y promoción humana, según la necesidad de cada lugar donde haya una comunidad sacricordiana.
Las misiones entre los no-creyentes, "más allá de las fronteras" de la propia patria.

## Milagros

### 1° Milagro
Castellammare di Stabia, 4 de octubre de 1952
"Recurrí con gran fe al Venerable Cayetano Errico y fui escuchada: (les relato sobre la) gracia concedida a mi marido Caccioppoli Salvatore, mariscal de la Marina Militar retirado. Miércoles 9 de enero de 1952, a las 9.30 horas, después de haber escuchado la Santa Misa, como de costumbre, regresé a casa. Tomé un café, preparado por mi esposo y, después de haber intercambiado con él algunas palabras, fui a la habitación para ordenarla, mientras mi marido se preparaba para afeitarse.
Habían transcurrido pocos segundos cuando escuché un lamento. No sabiendo qué era, me apresuré a ir a la habitación donde estaba mi esposo y con gran estupor observé que se retorcía por un gran dolor de estómago. Pedí ayuda. Acostamos a mi esposo en la cama, pero todos los cuidados que le prodigamos, a la espera del médico, fueron inútiles.
Cuando llegó el doctor, encontró a mi esposo bañado en una fría transpiración y que se retorcía por los atroces dolores que, del estómago, se habían extendido por todo el abdomen, tornándose duro como una madera.
El médico, haciéndome notar sus condiciones, me dijo que se trataba de una perforación duodenal. El caso era muy grave debido a que, desde hacía muchos años, sufría del estómago y por consiguiente el médico quiso consultar a un cirujano, que vino pocos minutos después.
Luego de haberlo revisado, no sólo confirmó lo que había dicho el primer médico, sino que ordenó la pronta intervención, tratándose de una perforación de estómago. Entre tanto me aconsejó llamar a mis amigos residentes en Barcellona (Messina), en Casale Monferrato, en Rimini, y en el Seminario Diocesano uno de los más chicos.
Desde ese momento no entendí nada más debido a que había que organizar todo para la operación.
Hacia las 16.00 horas, acordándome que tenía una reliquia del querido Padre Cayetano Errico (del cual llevó su nombre por voto y protección) después de haberla hecho besar a mi marido, se la puse debajo de la almohada.
¡Oh gran prodigio! Fue a partir de ese momento que el mal de mi marido cambió de aspecto.
Los dolores se localizaron en las costillas, en el lado derecho y hombro correspondiente. La temperatura de 35.8º y el pulso de 130 volvió a ser normal.
En pocas palabras, mi esposo que podía considerarse ya como un cadáver, a medida que desaparecían los dolores de las costillas y del hombro, comenzó a dar señales de vida, a tal punto, que pidió varias veces de beber.
Entonces, cuando comprendí que de un momento a otro debíamos llevarlo en ambulancia a Nápoles, a la clínica que ya estaba avisada para la operación, se rebeló diciendo estas palabras: "Yo me siento bien, no quiero moverme de la cama, como si una fuerza superior me lo sugiriese".
Mi familia y yo, nos confiamos entonces en las manos del Venerable; y mi esposo pasó una noche tranquilísima, tanto es así, que a la mañana siguiente (o sea el día jueves) los médicos y todos los amigos, conocieron con gran estupor (la noticia) que se había levantado de la cama.
Ahora mi esposo está bien y regresó a todas las ocupaciones, reservándose, ni bien le sea posible, ir a agradecer al querido Superior.
Terminó afirmando que todo lo que he dicho compromete mi conciencia de mujer de "Acción Católica", y por eso me declaro pronta a cualquier juramento que me fuese solicitado".
Cayetana Moretti de Caccioppoli. Nacida en Secondigliano el 4 de enero de 1906. Residente en Castellammare di Stabia

### 2° Milagro
La señora Kesser Phyllis de 70 años de edad, perteneciente a la parroquia de S. Mary en Fairfield (U.S.A.), era una enferma que padecía insuficiencia vascular crónica en los miembros superiores (graves problemas circulatorios), hipertensión arterial y enfermedad de las válvulas del corazón (aórtica y mitral).
El 26 de marzo de 2000 se interna en el Hospital de Gettysburg por un fuerte dolor en dos dedos del pie izquierdo. El examen a través de una ecografía doppler (que mide la circulación en las piernas), demostró una importante reducción de la circulación de sangre en la pierna izquierda.
La enferma había sufrido previamente la amputación del tercer dedo del pie izquierdo, una flebitis y una embolla en el pulmón por lo que tomaba anticoagulantes. Internada en el hospital la situación empeoró rápidamente y se extendió a todos los dedos del pie izquierdo.
El 29 de marzo una radiografía de la circulación de las piernas (arteriografía) mostró una obstrucción de las arterias femoral y poplítea (arterias que alimentan la pierna) por lo cual sus médicos decidieron operarla, ya que los medicamentos probados desde su ingreso al hospital no habían logrado ninguna mejoría.
Durante la cirugía, efectuada el 30 de marzo, se comprobaron las obstrucciones y el 10 de abril sus médicos se vieron obligados a amputarle el cuarto y quinto dedos del pie izquierdo.
El 17 de abril, en un nuevo examen ecográfico, se comprueba empeoramiento de la situación con mayor reducción de la circulación que el 3 de abril. Al otro día el pie estaba completamebte "negro y frío" por lo que se piensa que la única solución es la amputación del mismo.
La señora llamó al padre Michele Messaro, misionero de los Sagrados Corazones y su párroco, para pedirle que rece por ella. El padre se dirigió al lecho de la enferma e invocó al a el Padre Cayetano Errico, fundador de los Misioneros del Sagrado Corazón, recordando la curación que por su intersección se había obrado en la pierna de Mauro Vallefuoco. Rezaron durante todo el día.
El 19 de abril, antes de la operación en que se le iba a amputar el pie, los médicos realizaron una arteriografía en la cual, y ante su asombro, observaron el restablecimiento de la circulación por debajo del by-pass, el pie con la circulación recuperada a través de las arterias tibiales (otras arterias de las piernas que hasta ese momento no habían sido de utilidad para mantener la circulación del pie).
La señora llamó al padre para informarle que no le iban a amputar su pie y que el dolor había mejorado. Fue dada de alta del hospital luego del milagro que maravilló a todos y sobre todo a los médicos que consideraron totalmente inexplicable la curación de la señora Phillis.

## La Virgen dolorosa de Cayetano

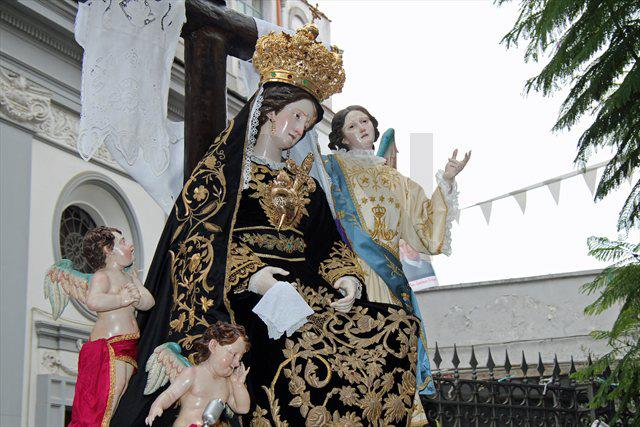
Imagen de la Virgen Dolorosa venerada en su Santuario de Secondigliano, Nápoles

En Secondigliano, barrio periférico al norte de Nápoles, hay un santuario dedicado a la Virgen de los Dolores construido por san Cayetano Errico. En él se encuentra la estatua de madera que representa a la Dolorosa con los ángeles, encargada por el padre Cayetano hacia fines del año 1834 a uno de los más destacados escultores napolitanos de la época, Francesco Verzella, que trabajaba en un taller junto a la iglesia de san Nicola del Pozzo.
El mismo Cayetano Errico, en un relato del año 1846, cuenta de esta manera su propia experiencia, que tuvo lugar en el Colegio San Miguel de los padres redentoristas en Pagani: «Una noche, después de la meditación de los padres, habiéndome quedado en el coro, se me apareció el Beato Alfonso de Ligorio diciéndome que debía fundar una Congregación similar a la suya... Al año siguiente, habiendo regresado a dicho Colegio, se me apareció de nuevo el Beato Alfonso teniendo en frente la imagen de María Santísima, y me ordenó construir una iglesia de la Santísima Virgen Dolorosa en Secondigliano, como señal de la futura fundación.»
Verzella, realizó su trabajo: esculpió la estatua durante los primeros meses de 1835 siguiendo hasta en el más mínimo detalle el proyecto que le expuso Cayetano Errico. La imagen tiene dimensiones naturales, y muestra a la Madre dolorosa sentada sobre una piedra, al pie de la cruz donde había estado crucificado su Hijo. Su rostro tiene una belleza indescriptible; se le nota un dolor incomparable, combinado con una calma que sobrecoge. Tiene los ojos fijos en sus manos colocadas ahora sobre las rodillas; las mismas que previamente habían recibido y abrazado al Hijo muerto antes de su sepultura.
Se cuenta que, si bien las facciones logradas por el escultor eran perfectas y bellísima la expresión, no era la Virgen que don Cayetano quería; quizás la que él había visto en la aparición del coro de Pagani. Principalmente el rostro no reproducía su pensamiento; y el escultor debió rehacerlo, esculpirlo nuevamente y retocarlo varias veces. Pacientemente volvía a intentarlo una y otra vez. Después de muchas pruebas e intentos, apenas Errico la vio, exclamó ruborizado: “¡Ésta es...!”.
A su izquierda está el ángel consolador y a su derecha dos angelitos simbólicos. A sus pies están depositados los instrumentos de la pasión: los clavos, el martillo, la corona de espinas, las tenazas; y la lanza está puesta detrás de la cruz.
En medio de su profunda tristeza están presente la humilde docilidad de la anunciación y la sublime intuición esperanzada de la resurrección, de tal modo que el dolor cristiano no podría tener una representación plástica mejor lograda.
La imagen de la Dolorosa hizo su ingreso en Secondigliano en mayo o setiembre de aquel año, 1835, y la gente del lugar, que acudió masivamente para llevarla en procesión hasta su iglesia, apenas la vio quedó estupefacta. San Cayetano la presentó como “la Madre de Secondigliano” e invitó a todos a dirigirse a ella con una confianza ilimitada. Desde aquel día, la Dolorosa fue llamada “la Virgen de don Cayetano”, fórmula escogida y privilegiada de la piedad popular de aquella gente. Quien necesitaba gracias y consuelo, se arrodillaba a sus pies, recibiendo los favores celestiales pedidos; tanto es así que durante las epidemias de cólera de los años 1836-1837, 1854 y 1884, durante las erupciones del volcán Vesubio en los años 1854-55 y 1906, y durante las dos guerras mundiales, la gente dirigió su súplica confiada a la Virgen, y de muchas maneras pudo comprobar su maternal protección.
Al celebrarse el primer centenario de la llegada de la bendita imagen a Secondigliano, la misma recibió la coronación pontificia de manos del Cardenal Alejo Ascalesi, Arzobispo de Nápoles.

### La Dolorosa en la República Argentina, patrona del barrio del Parque Centenario

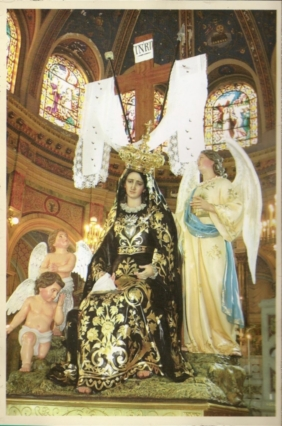
Imagen de la Virgen Dolorosa, patrona de la parroquia del Parque Centenario

Desde el año 1915, los padres Misioneros de los Sagrados Corazones, que habían llegado a la ciudad de Buenos Aires hacía escasos tres años, celebran la fiesta de Nuestra Señora de los Dolores en la capilla del Colegio “Benito Nazar”, donde vivían y ejercían su ministerio sacerdotal.
Entre los participantes en la fiesta, desde aquel primer año, estaba la señora María Luisa Cullen de Llobet, perteneciente a la Asociación de la “Conservación de la Fe”, quien ofrece generosamente su terreno de la calle Gaona –hoy Av. Díaz Vélez entre Otamendi y Campichuelo–, en el corazón geográfico de la ciudad capital, para construir una iglesia en honor de la Virgen Dolorosa; y, conociendo el deseo de los padres de exponer en la nueva iglesia una réplica de la estatua de “la Virgen de don Cayetano”, los autoriza a hacerla confeccionar a su cargo.
La estatua, encargada al escultor napolitano Gennaro Cerrone, llegó a Buenos Aires en octubre de 1918, y fue bendecida por Mons. Francisco Alberti, Obispo Auxiliar de Buenos Aires, y expuesta para la veneración de los fieles en la capilla del Colegio “Benito Nazar”, el 11 de abril de 1919.
Algunos meses más tarde los padres se alejan de la dirección espiritual del Colegio y, esperando que finalice la construcción de la capilla y de la casa para la comunidad en la esquina de Gaona y Campichuelo, se trasladan a una vivienda alquilada de la calle Pringles 1118, llevándose también la estatua de la Dolorosa que acomodan en un cuarto transformado en capilla. Desde aquel momento crece el número de los devotos de la Dolorosa y algunas damas de la alta sociedad bonaerense comienzan a recolectar fondos para ayudar en la construcción del nuevo templo.
El 2 de junio de 1923 la nueva capilla es bendecida por el Nuncio Apostólico Mons. Giovanni Beda Cardinale; y al día siguiente, domingo 3, por la tarde, con una solemne procesión, es trasladada hasta ese lugar la imagen de la Virgen Dolorosa.
El 30 de octubre de 1932 Mons. Santiago Luis Copello, Arzobispo de Buenos Aires, bendice y se coloca la primera piedra de la construcción del nuevo templo, el actual, que está dedicado a la Madre Dolorosa. El mismo, habilitado para el culto y bendecido después de casi diez años de trabajo, en octubre de 1942, tiene una admirable belleza, contando con veinte vitrales de líneas elegantes y de colores permanentes que representan los dolores de la Virgen, episodios de la infancia de Jesús e ilustraciones de los mandamientos; y una notable inmensidad, con sus tres naves, el amplio crucero y el bello presbiterio. En su interior se destaca claramente el camarín de la Dolorosa, en el que se venera su imagen, réplica de “la Virgen de don Cayetano”, y al que se accede por dos escaleras de mármol de color crema, para que la Madre reciba la visita de sus hijos y acoja la oración de súplica o acción de gracias que ellos le ofrecen.
La iglesia parroquial es consagrada por el Card. Juan Carlos Aramburu el 15 de setiembre de 1973, y declarada Santuario Arquidiocesano de la Virgen de los Dolores por el Card. Jorge Mario Bergoglio s.j., Arzobispo de Buenos Aires, el 25 de diciembre de 2012.